# 南卡羅來納州第七步兵團
南卡羅來納州第七步兵團（7th South Carolina Infantry Regiment）是美國南北戰爭時邦聯軍隊中的一支步兵團。

## 成立
1861年春天第七步兵團成立於南卡羅來納州的巴特勒哥倫比亞營(Camp Butler Columbia n)。成員都來自埃奇菲爾德郡和阿布維爾郡(Abbeville)，除了霍里自願兵(The Horry Volunteers)的都來自霍里郡。

## 隸屬
南卡州第七步兵團是第一兵團中，約瑟夫·科曉(Joseph Kershaw)准將之軍旅中的一個步兵團，參與過不少主要戰役。由於死傷人數高，此步兵團又名為：The Bloody 7th

## 戰役
- 第一次馬納沙斯之役
- 威廉斯堡之役
- 莫爾文山之役
- 安提耶坦戰役
- 弗德堡之役
- 錢斯勒斯維爾之役
- 葛底斯堡之役
- 奇克莫加之役(Battle of Chickamauga)
- 莽原之役
- 史波特斯凡尼亞郡府之役
- 北安娜之役
- 冷港之役
- 彼得斯堡之役
- 查理斯鎮之役
- 細德溪之役

## 外部連結
- 南卡羅來納州第七步兵團之歷史
- 南卡羅來納州第七步兵團之歷史 （页面存档备份，存于）